# Luke Plapp
Lucas (Luke) Plapp (født 25. december 2000 i Melbourne) er en cykelrytter fra Australien, der er på kontrakt hos Team Jayco AlUla.

## Karriere
Som 12-årig begyndte han at cykle.
I 2018 blev Plapp på bane juniorverdensmester i pointløbet og sammen med Blake Quick i parløbet. Samme år vandt han på landevejen sølvmedalje ved VM i U19-enkeltstart, kun overgået af belgiske Remco Evenepoel.
30. juli 2021 blev det offentliggjort at Luke Plapp fra 1. august 2021 skulle være stagiaire hos Ineos Grenadiers for resten af året, hvorefter han fra starten af 2022 tiltrådte på en treårig kontrakt med det britiske hold.